# Phú Xuyên (huyện)
Phú Xuyên là một huyện ngoại thành nằm ở phía nam thành phố Hà Nội, Việt Nam.

## Vị trí địa lý
Huyện Phú Xuyên nằm ở phía nam của thủ đô Hà Nội, nằm cách trung tâm thành phố khoảng 30 km, cách sân bay quốc tế Nội Bài khoảng 60 km, cách trung tâm thành phố Hải Phòng khoảng 110 km, có vị trí địa lý:
- Phía đông giáp huyện Khoái Châu và huyện Kim Động thuộc tỉnh Hưng Yên
- Phía tây giáp huyện Ứng Hòa
- Phía nam giáp thị xã Duy Tiên, tỉnh Hà Nam
- Phía bắc giáp huyện Thường Tín và huyện Thanh Oai.

Huyện Phú Xuyên có diện tích 170,8 km², dân số là 229.847 người. Trên địa bàn huyện có hai tôn giáo chính: Phật giáo và Thiên Chúa giáo. 14% dân số theo đạo Thiên Chúa.

## Lịch sử
Đời Trần, huyện có tên là Phù Lưu. Thời Lê Sơ đổi thành Phù Vân, sau lại đổi thành Phù Nguyên.
Đến đời nhà Mạc, vì kỵ húy vua Mạc Phúc Nguyên nên đã đổi thành Phú Xuyên.
Năm 1831, vua Minh Mạng đặt ra cấp tỉnh, huyện Phú Xuyên thuộc phủ Thường Tín, tỉnh Hà Nội.
Năm 1888, tỉnh Cầu Đơ (sau này là Hà Đông) được thành lập, huyện Phú Xuyên được cắt sang thuộc tỉnh Hà Đông. Khi Hà Đông sáp nhập với Sơn Tây, Phú Xuyên thành tỉnh Hà Tây, sau đó khi Hà Tây sáp nhập với Hòa Bình thì Phú Xuyên thuộc Hà Sơn Bình, khi Hà Sơn Bình tách ra thì Phú Xuyên lại thuộc tỉnh Hà Tây.
Huyện Phú Xuyên khi đó gồm có 27 xã: Bạch Hạ, Châu Can, Chuyên Mỹ, Đại Thắng, Đại Xuyên, Hoàng Long, Hồng Minh, Hồng Thái, Khai Thái, Liên Hòa, Minh Tân, Nam Phong, Nam Triều, Phú Túc, Phú Yên, Phúc Tiến, Phượng Dực, Quang Lãng, Quang Trung, Sơn Hà, Tân Dân, Thụy Phú, Tri Thủy, Tri Trung, Văn Hoàng, Văn Nhân, Vân Từ.
Ngày 6 tháng 9 năm 1986, chuyển xã Liên Hòa thành thị trấn Phú Xuyên, thị trấn huyện lỵ huyện Phú Xuyên; thành lập thị trấn Phú Minh từ một phần diện tích và dân số của xã Văn Nhân.
Từ ngày 1 tháng 8 năm 2008, giải thể toàn bộ tỉnh Hà Tây cũ. Theo đó, huyện Phú Xuyên thuộc thành phố Hà Nội.
Ngày 1 tháng 3 năm 2020, sáp nhập xã Thụy Phú và xã Văn Nhân thành xã Nam Tiến.
Ngày 1 tháng 1 năm 2025, sáp nhập xã Tri Trung vào xã Hồng Minh; sáp nhập xã Đại Thắng vào xã Văn Hoàng; sáp nhập hai xã Sơn Hà và Quang Trung thành xã Quang Hà; sáp nhập xã Nam Triều vào xã Nam Phong.
Huyện Phú Xuyên có 2 thị trấn và 21 xã như hiện nay.

## Điều kiện tự nhiên
Với diện tích đất tự nhiên 17.104,6 ha; trong đó, đất canh tác trồng trọt là 11.329,9 ha chiếm 66,24%; đất ở 1.120,9 ha chiếm 6,95%; đất chuyên dùng chiếm 3.235,9 ha chiếm 18,92%; còn lại là đất chưa sử dụng. Phú Xuyên là huyện trũng nhất của Hà Nội, có sông Nhuệ chảy từ bắc xuống Nam. Trước đây Phú Xuyên là vùng đất trũng, có cốt đất thấp so với một số đơn vị lân cận, phía Đông cao hơn phía Tây, nên về mùa mưa bão hay bị ngập úng, lụt lội. Một số xã giáp sông Hồng có đất pha cát, còn gọi là đất màu, diện tích khoảng 2.000 ha.
Trên địa bàn huyện có trên 30 km sông chảy qua đó là sông Hồng, sông Nhuệ, sông Duy Tiên, sông Lương, sông Vân Đình. Phú Xuyên cũng có hệ thống giao thông rất thuận lợi, có tuyến đường sắt Bắc - Nam dài gần 12 km chạy qua, tuyến đường thủy sông Hồng dài 17 km, tuyến đường cao tốc Pháp Vân - Cầu Giẽ dài 7 km, điểm đầu đường Cầu Giẽ - Ninh Bình, đường Quốc lộ 1 dài 12 km trên địa bàn huyện, đó là điều kiện thuận lợi cho việc phát triển kinh tế - xã hội của Phú Xuyên.

## Hành chính
Huyện Phú Xuyên có 23 đơn vị hành chính cấp xã trực thuộc, bao gồm 2 thị trấn: Phú Xuyên (huyện lỵ), Phú Minh và 21 xã: Bạch Hạ, Châu Can, Chuyên Mỹ, Đại Xuyên, Hoàng Long, Hồng Minh, Hồng Thái, Khai Thái, Minh Tân, Nam Phong, Nam Tiến, Phú Túc, Phú Yên, Phúc Tiến, Phượng Dực, Quang Hà, Quang Lãng, Tân Dân, Tri Thủy, Văn Hoàng, Vân Từ

## Nghệ thuật
Nét đẹp của vùng đất tổ nghề khảm
Đất tổ của nghề này là làng Chuôn (Chuyên Mỹ), huyện Phú Xuyên. Từ xa xưa, người dân làng Chuôn đã biết dùng sơn màu, thuốc nước còn thợ thêu dùng chỉ màu làm chất liệu chính để sáng tác, tạo hình, còn người thợ khảm dùng nguyên liệu là gỗ loại tốt, sơn ta và vỏ trai ốc để tạo ra các tác phẩm nghệ thuật hay các hàng thủ công mỹ nghệ. Nói là trai ốc nhưng cũng có nhiều loại: xà cừ là ốc biển, vỏ có vân ngũ sắc, xác là hến biển vỏ trắng như bông, có khi lại vàng như nghệ, cửu khổng là trai vỏ có chín lỗ, vân đẹp bảy sắc cầu vồng... Từ những chất liệu đó người thợ làm các công đoạn: vẽ mẫu, mài, cưa, đục mảnh, cham, hạ mặt, mài, đánh bóng...
Hàng khảm có nhiều loại như: sập, tủ chè, ghế bành...; hàng mỹ nghệ như các bức tranh phong cảnh, chân dung; các đồ gia dụng như hộp đựng đồ khâu, đồ trang sức, khay... Nghề khảm đã làm cho các hàng đồ gỗ mỹ nghệ tăng giá trị lên nhiều qua đôi tay, sự sáng tạo, tìm tòi của con người làng Chuôn - mảnh đất tổ sinh ra nghề khảm.

## Kinh tế
Kinh tế Phú Xuyên hiện tại chủ yếu vẫn là nông nghiệp, dịch vụ và công nghiệp đang phát triển, Phú Xuyên có nhiều làng nghề tiểu thủ công nghiệp tiêu biểu như Xuân La (Phượng Dực) với làng nghề Tò he truyền thống, Chuyên Mỹ là làng nghề khảm trai truyền thống; thêu ren ở Quang Hà, Dân Chủ (Phúc Tiến), Nam Tiến; nghề làm giấy ở Hồng Minh; nghề may mặc ở, Vân Từ; nghề đóng giày ở Phú Yên; nghề dệt lụa ở Quang Hà; nghề mây tre đan ở Phú Túc, Minh Tân; nghề mộc dân dụng ở Tân Dân,... Tiếp tục phát huy vốn nghề thủ công truyền thống, sản xuất công nghiệp - tiểu thủ công nghiệp của huyện vẫn giữ được nhịp độ tăng trưởng khá, đạt 252,03 tỷ đồng năm 2003, tăng 7,7% so với năm 2002. Trong đó, các ngành hàng đạt mức tăng trưởng cao là: may mặc 51%, hàng mây tre đan xuất khẩu 22,1%, khảm, sơn mài 24,5%, cơ khí và công nghiệp khác 43,4%,...

## Làng nghề
Ngoài sản xuất nông nghiệp, huyện còn phát triển đa dạng các ngành nghề sản xuất tiểu thủ công nghiệp làng nghề. Ngoài các nghề truyền thống như: guột tế Phú Túc, khảm trai Chuyên Mỹ, giày da Phú Yên, may comlê Vân Từ, nghề mộc xã Tân Dân và Nam Tiến, tò he Xuân La xã Phượng Dực,... Các địa phương trong huyện còn phát triển thêm nghề mới như: may màn xuất khẩu Đại Thắng, cơ kim khí thị trấn Phú Minh, may túi xách xã Sơn Hà, giết mổ trâu bò Quang Lãng,... đã phát triển mạnh, đem lại thu nhập đáng kể cho người lao động, đời sống nhân dân được cải thiện rõ rệt. Ngành nghề ở Phú Xuyên không chỉ phát triển mạnh ở các xã phía tây, trung tây của huyện mà đã và đang được nhân rộng, phát triển ở các xã phía đông vốn trước đây độc canh cây lúa.
Tổng hợp các làng nghề ở Phú xuyên:
- Làng nghề giết mổ gia súc Sảo Hạ (Quang Lãng)
- Làng nghề mộc dân dụng Đồng Phố (Tân Dân)
- Làng nghề guột tế Nhị Khê (Hoàng Long)
- Làng nghề may comle Từ Thuận (Vân Từ)
- Làng nghề dệt lưới Văn Lãng (Quang Hà)
- Nghề mộc, cơ khí, thêu ở thị trấn Phú Xuyên
- Làng nghề giày da Thượng Yên (Phú Yên)
- Làng nghề mộc Đại Nghiệp (Tân Dân)
- Làng nghề sơn mài Bối Khê (Chuyên Mỹ)
- Làng nghề cỏ guột Lưu Thượng và cả xã Phú Túc
- Nghề nấu rượu Tân Độ (Hồng Minh)
- Nghề xây dựng Kim Long Thượng (Hoàng Long)
- Nghề đóng cối xay Đa Chất (Đại Xuyên)
- Túi xách, ví da, giả da, tơ lưới Thao Nội (Quang Hà)
- Làng nghề mộc Thường Liễu (Tân Dân)
- Nghề truyền thống trồng rau ở Minh Tân
- Làng nghề cào bông Văn Hội (Văn Hoàng)
- Giết mổ gia súc thôn Bái Đô (Tri Thủy)
- Làng nghề cơ khí công nghiệp Phú Gia (thị trấn Phú Minh)
- Mộc cao cấp Chanh Thôn (Nam Tiến)
- Làng nghề may thôn Chung Chản (Vân Từ)
- Nghề làm giấy thôn An Cốc (Hồng Minh)
- Làng nghề giày da Giẽ Thượng (Phú Yên)
- Mây tre guột Kim Long Trung (Hoàng Long)
- Làng nghề dệt lưới chã An Mỹ (Văn Hoàng)
- Ấp con giống gia cầm Đại Xuyên, Phú Yên
- Làng nghề làm hương Văn Trai Thượng (Văn Hoàng)
- Làng may mặc Chính Vân (Vân Từ
- Làng may mặc thôn Vực (Vân Từ)
- Làng có nghề may thôn Thượng (Vân Từ)
- Khảm trai làng Chuôn và cả xã Chuyên Mỹ
- Làm tò he, cào bông Xuân La (Phượng Dực)
- Làng nghề khảm trai Ứng Cử (Vân Từ)
- May màn, sách cũ Phú Đôi (Văn Hoàng)
- Làng nghề guột tế Trung Lập (Hồng Minh)
- Túi xách, ví, tơ lưới Thao Ngoại (Quang Hà)
- Làng nghề mộc Đồng Cả (Tân Dân)
- Làng nghề bánh kẹo Cổ Hoàng (Hoàng Long)
- Làng nghề mộc cao cấp Nhân Vực (Nam Tiến)
- Làng nghề đồ gỗ, khảm trai Đồng Vinh (Chuyên Mỹ)
- Làng nghề bún bánh Hòa Khê Hạ (Bạch Hạ)
- Làng nghề mộc Gia Phú (Tân Dân)
- Làng nghề giày da Giẽ Hạ (Phú Yên).

## Hạ tầng
Có quốc lộ 1A, đường cao tốc Pháp Vân – Cầu Giẽ, đường cao tốc Cầu Giẽ – Ninh Bình, đường sắt Bắc Nam chạy qua.
Các tuyến xe buýt đi qua và đi từ địa bàn huyện Phú Xuyên: 06A (Bến xe Giáp Bát - Cầu Giẽ), 06C (Bến xe Giáp Bát - Phú Minh), 06D (Bến xe Giáp Bát - Tân Dân), 06E (Bến xe Giáp Bát - Phú Túc), 91 (Bến xe Yên Nghĩa - Phú Túc), 101A (Bến xe Giáp Bát - Vân Đình), 101B (Bến xe Giáp Bát - Đại Cường (Ứng Hòa), 108 (Bến xe Thường Tín - Minh Tân), 113 (Bến xe Thường Tín - Bến đò Vườn Chuối).

## Danh nhân
Phú Xuyên còn là một trong những huyện có nhiều tướng nhất trong cả nước: Có tới 9 vị tướng trong một huyện. Đó là:
- Thượng tướng Phùng Thế Tài,
- Trung tướng Nguyễn Phúc Thanh,
- Trung tướng Nguyễn Đức Soát,
- Trung tướng Nguyễn Đức Sơn,
- Thiếu tướng Nguyễn Đình Ngọc,
- Thiếu tướng Hoàng Văn Hoặc,
- Thiếu tướng Mai Văn Lý,
- Thiếu tướng Phùng Thế Quảng
- Thiếu tướng Nguyễn Kim Cách.
- Cựu phó thủ tướng Vũ Khoan
- Ông tổ nghề báo Nguyễn Văn Vĩnh ở Phượng Dực.
- Nhà văn Phạm Duy Tốn
- Tiến sĩ Tạ Đăng Vọng, thủy tổ họ tạ ở Nam Quất
- Ông Lê Bạch Hồng, cựu thứ trưởng, TGĐ bảo hiểm Việt Nam quê ở làng Đào Xá
- Nguyễn Hữu Thụ nguyên ủy viên Trung ương Đảng, chủ tịch UBND tỉnh Hà Tây, bí thư tỉnh ủy Hà Sơn Bình, chủ tịch ủy ban hành chính tỉnh Hà Đông, Chánh Văn phòng Trung ương Đảng, bộ trưởng Tổng thư ký Hội đồng Bộ trưởng, Phó Trưởng ban kinh tế Trung Ương
- Nguyễn Chiến tên thật Nguyễn Văn Chiến, Đại biểu Quốc hội khóa XIV thuộc đoàn đại biểu quốc hội thành phố Hà Nội. Ông là Ủy viên Ủy ban Tư pháp của Quốc hội Việt Nam. Ông hiện là Phó Chủ tịch Liên đoàn Luật sư Việt Nam, Chủ nhiệm Đoàn Luật sư thành phố Hà Nội, Giám đốc Công ty Luật Nguyễn Chiến; Ủy viên Hội đồng phối hợp, phổ biến giáo dục pháp luật Trung ương

## Di tích lịch sử
- Di tích Quang Lãng ở Quang Lãng, Phú Xuyên [5]Hà Nội gồm các đền, đình, miếu, lăng mộ ở các làng thuộc địa bàn xã Quang Lãng thờ Lục vị đại vương (6 anh em trai là Nguyễn Vật, Nguyễn Lôi, Nguyễn Quảng, Nguyễn Quán, Nguyễn Linh, Nguyễn Lặc có công giúp vua Đinh Tiên Hoàng dẹp loạn 12 sứ quân.
- Đình Mễ ở xã Quang Lãng, Phú Xuyên Hà Nội thờ Lục vị đại vương, họ Nguyễn tên Vật, Lôi, Quảng, Quán, Linh, Lặc công giúp vua Đinh Tiên Hoàng dẹp loạn 12 sứ quân.
- Đình Mai Xá ở xã Quang Lãng, Phú Xuyên Hà Nội thờ Lục vị đại vương, họ Nguyễn tên Vật, Lôi, Quảng, Quán, Linh, Lặc công giúp vua Đinh Tiên Hoàng dẹp loạn 12 sứ quân.[6]
- Đình Sảo Thượng ở xã Quang Lãng, Phú Xuyên [6]Hà Nội thờ Nguyễn Vật - hiệu Hiển Vật đại vương có công giúp vua Đinh Tiên Hoàng dẹp loạn 12 sứ quân. Đặc biệt, Đạo quân của ông Nguyễn Vật đã tiến về Trường Châu đánh thắng sứ quân Trần Hồ.
- Đình Tri Chỉ ở xã Tri Trung thờ Đông Hải, Thủy Hải và thành hoàng làng là Linh Lang đại vương, đều có công giúp vua, giúp dân đánh giặc phương Bắc qua các giai đoạn từ Thời Lý đến Thời Lê.